# Dreizehenmöwe
Die Dreizehenmöwe (Rissa tridactyla) ist eine Art der Möwen (Larinae). Die Art brütet an den Felsküsten und Klippen der Meere der Holarktis, meist in großer Höhe auf kleinen Simsen und Vorsprüngen und zeigt zahlreiche Anpassungen an diese Brutplätze. In Mitteleuropa brütet die Art nur auf Helgoland und an der Nordspitze Dänemarks. Sie ist von allen westpaläarktischen Möwen die am stärksten ans offene Meer gebundene Art und kommt nur zur Brut an die Küsten. In das mitteleuropäische Binnenland gerät die Art meist nur durch Orkane und ist dort ein seltener Gast vor allem im Winter. Die Nahrung besteht überwiegend aus Meeresfischen, planktonischen Weichtieren und Krustentieren, die in erster Linie stoßtauchend erbeutet werden. In den letzten Jahrzehnten spielt auch der von Fischern über Bord geworfene Beifang eine zunehmend wichtige Rolle bei der Ernährung.
Nach Angaben des IUCN sinkt der Bestand an Dreizehenmöwen weltweit, so dass sie in der Gefährdungskategorie gefährdet geführt wird.

## Beschreibung
Dreizehenmöwen haben eine Körperlänge von 37–42 cm und eine Flügelspannweite von 93–105 cm; sie sind damit nur wenig größer als eine Lachmöwe. Im Prachtkleid sind der Rücken und die Oberseite der Flügel grau, die Enden der äußeren drei Handschwingen sind schwarz ohne weiße Spitzen. Kopf, Rumpf, Unterflügel und Schwanz sind reinweiß. Der Schwanz ist nur ganz schwach gegabelt oder gerade abgeschnitten. Die auffallend kurzen Beine sind dunkelgrau bis schwarz. Die Hinterzehe ist fast völlig reduziert, darauf beziehen sich das Artepitheton tridactyla und der deutsche Name. Der Schnabel ist einfarbig grünlichgelb. Rachen und Augenring sind leuchtend rot, die Iris ist dunkel.

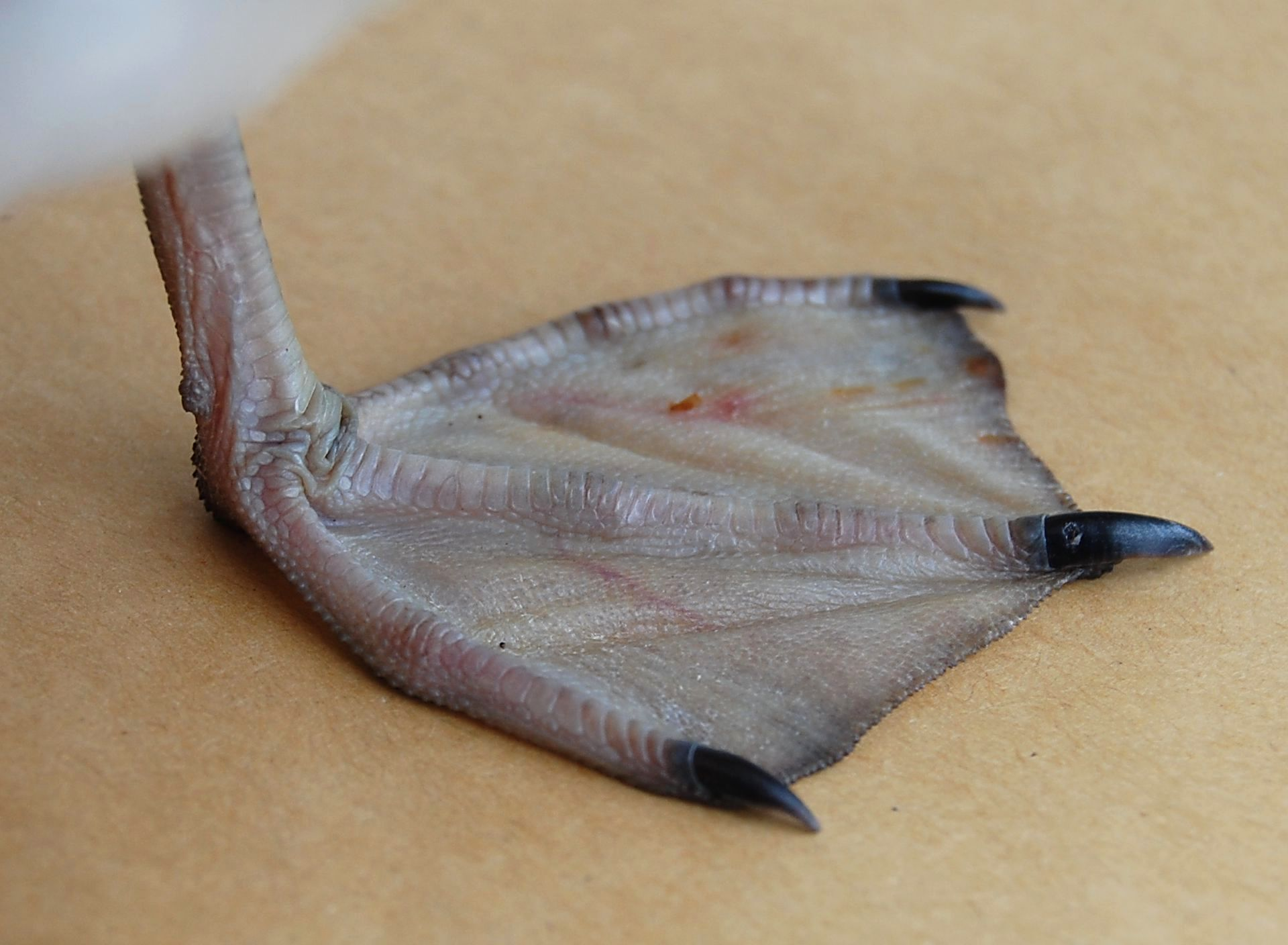
Fuß einer Dreizehenmöwe im 1. Winter. Die Hinterzehe ist fast völlig reduziert.

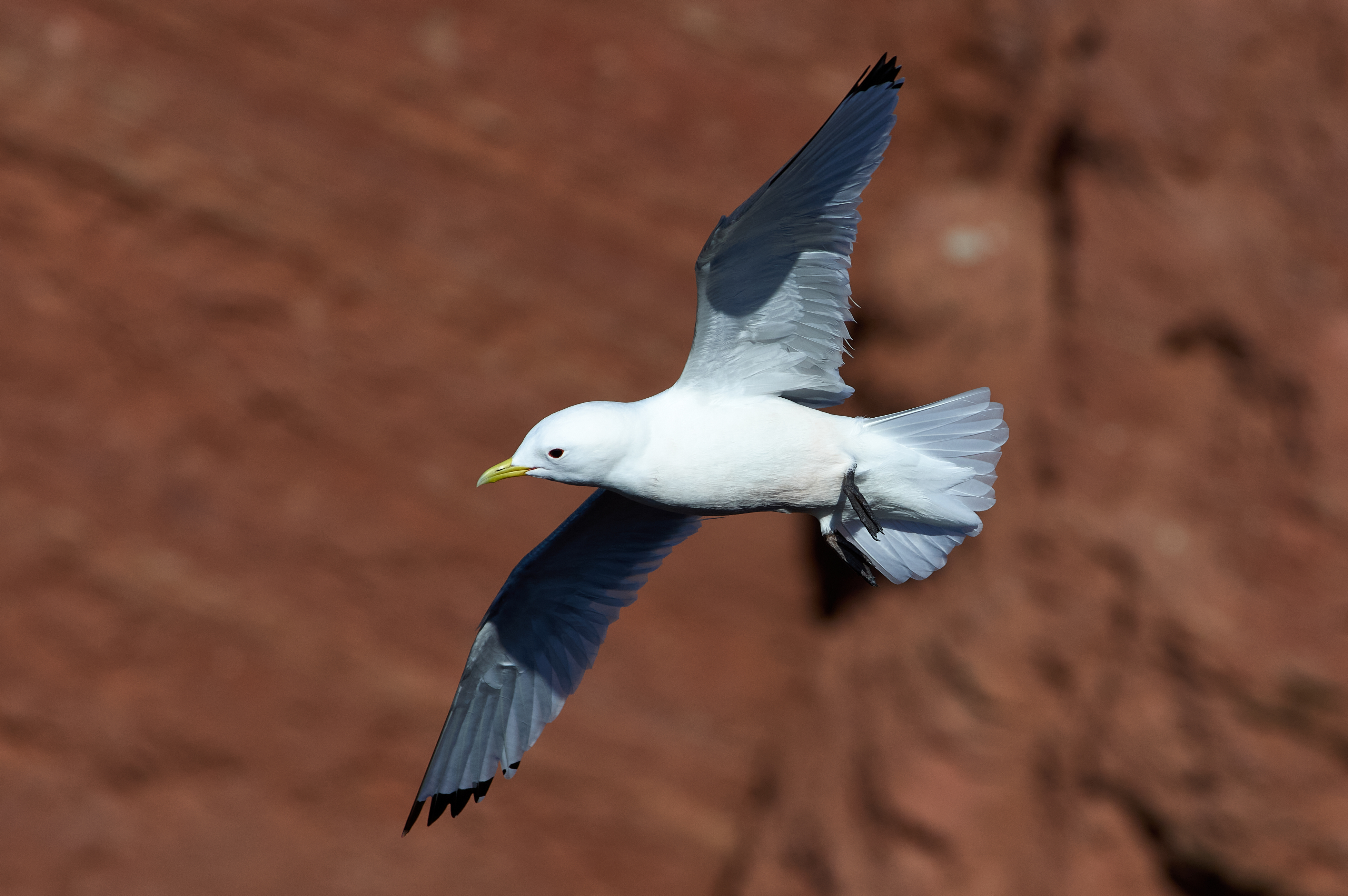
Dreizehenmöwe im Flug

Die Geschlechter sind gleich gefärbt, Männchen sind im Mittel jedoch etwas größer und schwerer als Weibchen. J. Dwight gibt für Männchen eine Flügellänge von 295–322 mm an, im Mittel 305,1 mm, für Weibchen eine Flügellänge von 285–314 mm, im Mittel 297,9 mm. Auf Spitzbergen gemessene Männchen hatten eine Flügellänge von 312–329 mm, im Mittel 320,7 mm; Weibchen von dort eine Flügellänge von 301–306 mm, im Mittel 304,3 mm. Im Frühjahr in einer Kolonie in Großbritannien eintreffende Männchen wogen im Mittel 390,3 g, Weibchen 350,7 g.

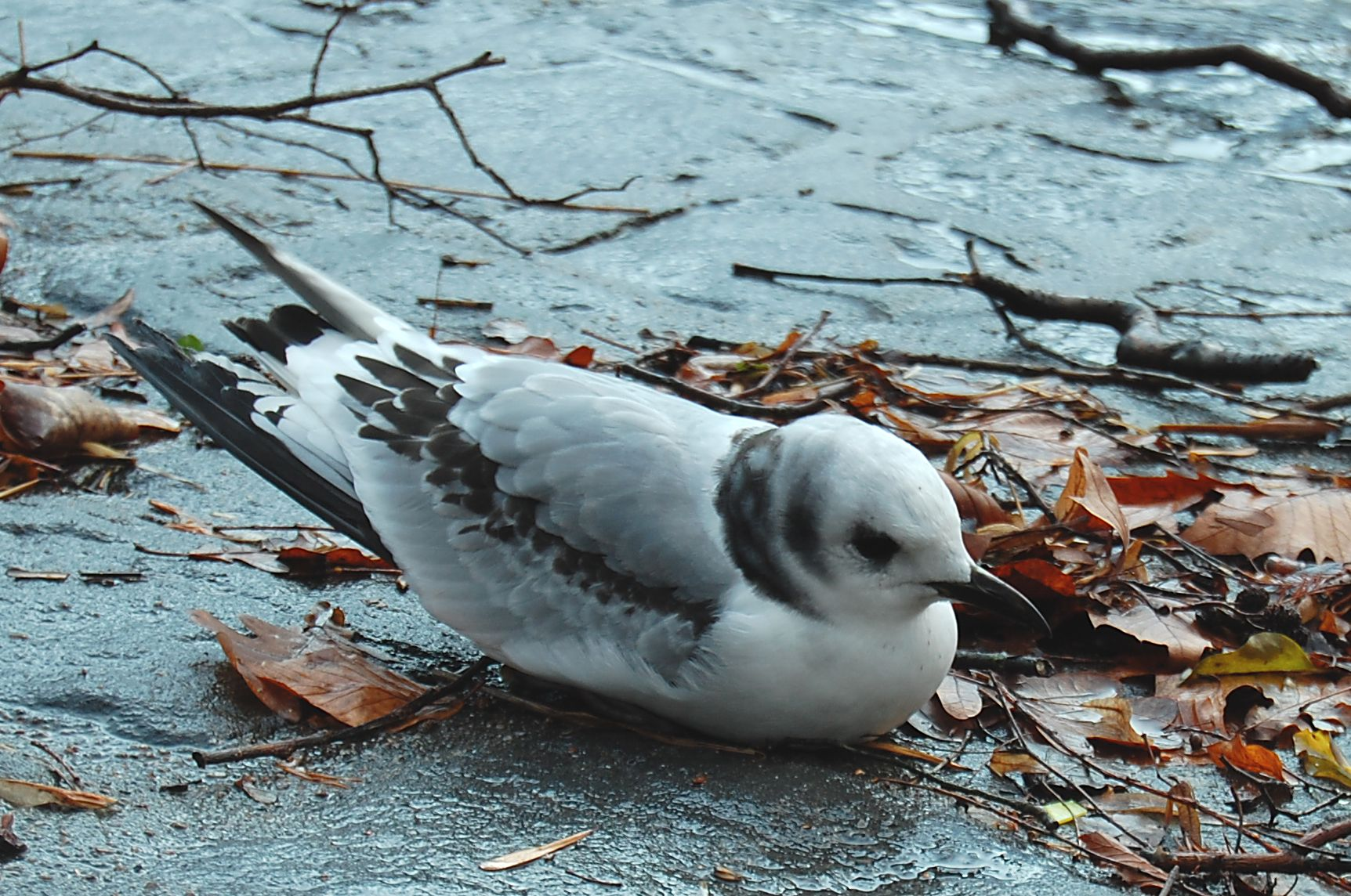
Dreizehenmöwe im 1. Winter

Im Schlichtkleid sind der hintere Oberkopf und der Hinterhals blassgrau, diese graue Färbung wird nach vorn ähnlich wie bei den Jungvögeln durch einen dunkelgrauen Ohrfleck begrenzt, der schmal bandförmig vom Oberkopf nach unten verläuft und nach vorn etwa bis unter das Auge reicht. Zusätzlich verläuft ein diffuses graues Band von der Stirn bis zum Auge. Der Rachen ist blasser rotgelb, der Augenring ist dunkelrot oder schwarz.
Die Jungvögel zeigen auf der Flügeloberseite ein breites, schwarzes Zickzack-Band, das an den Schirmfedern beginnend schräg nach vorn bis zum Handgelenk und von dort bis zu den Spitzen der äußeren Handschwingen verläuft. Sie haben außerdem ein schwarzes Nackenband, das nach vorn etwa bis zur seitlichen Halsmitte reicht, einen deutlichen senkrechten Ohrfleck sowie einen kleineren dunklen Fleck über dem Auge. Schließlich zeigen sie eine schmale schwarze Schwanzendbinde. Der Schwanz ist leicht gegabelt; diese Gabelung wird optisch dadurch verstärkt, dass die Schwanzendbinde in der Schwanzmitte am breitesten ist. Der Schnabel ist schwarz; die Beine sind meist dunkelgrau, gelegentlich auch blass gräulich fleischfarben. Mit drei Jahren sind die Vögel ausgefärbt.
Dreizehenmöwen sind sehr gewandte Flieger, der aktive Flug wird häufig durch Gleitphasen unterbrochen. Diese Möwen nutzen dabei ähnlich wie Sturmvögel die Aufwinde über den Wellen. An Land ist die Art hingegen fast unbeweglich und läuft allenfalls wenige Schritte.

## Ähnliche Arten
Die Dreizehenmöwe ist im Prachtkleid in Europa mit keiner anderen Möwenart zu verwechseln. Die größte Ähnlichkeit besteht hier noch am ehesten mit der im Prachtkleid ebenfalls gelbschnäbeligen Sturmmöwe, diese ist jedoch deutlich größer und ihre Beine sind viel länger und zudem gelblichgrün. Von allen anderen kleineren Möwen unterscheidet sich die Dreizehenmöwe ebenfalls durch ihre kurzen Beine, den weißen, ungezeichneten Kopf sowie den gelben Schnabel.
Im Jugendkleid kann die Art in Europa mit der regelmäßig durchziehenden und in Osteuropa brütenden Zwergmöwe sowie den in Europa nur ausnahmsweise zu beobachtenden Arten Schwalbenmöwe und Rosenmöwe verwechselt werden. Von Zwerg- und Schwalbenmöwe unterscheidet sich die Dreizehenmöwe vor allem durch ihren auch im Jugendkleid einfarbig grauen Rücken. Die Rosenmöwe hat im Gegensatz zur Dreizehenmöwe im Jugendkleid kein schwarzes Nackenband und insgesamt weniger Schwarz am Kopf.
Die nur an den Küsten des Nordpazifiks vorkommende einzige weitere Art der Gattung Rissa, die Klippenmöwe (Rissa brevirostris), hat im Gegensatz zur Dreizehenmöwe im Prachtkleid korallenrote Beine und außerdem eine dunkle graue Oberseite sowie einen kürzeren und kräftigeren Schnabel. Im Jugendkleid zeigt die Klippenmöwe ein weniger kräftiges Nackenband, einen reinweißen Schwanz und rosafarbene Beine.

## Lautäußerungen
Der in den Kolonien häufig geäußerte Balzruf klingt etwa wie „kiti-uääh“ und hat der Art ihren lautmalenden englischen Namen „Kittiwake“ verschafft. Der Alarmruf ist ein klagendes „ök ök“. Außerhalb der Brutzeit und auf dem offenen Meer sind Dreizehenmöwen meist stumm; hier wird nur ein tiefer Stimmfühlungsruf häufiger geäußert, der mit „ketsch, ketsch“ wiedergegeben wird.

## Verbreitung und Lebensraum

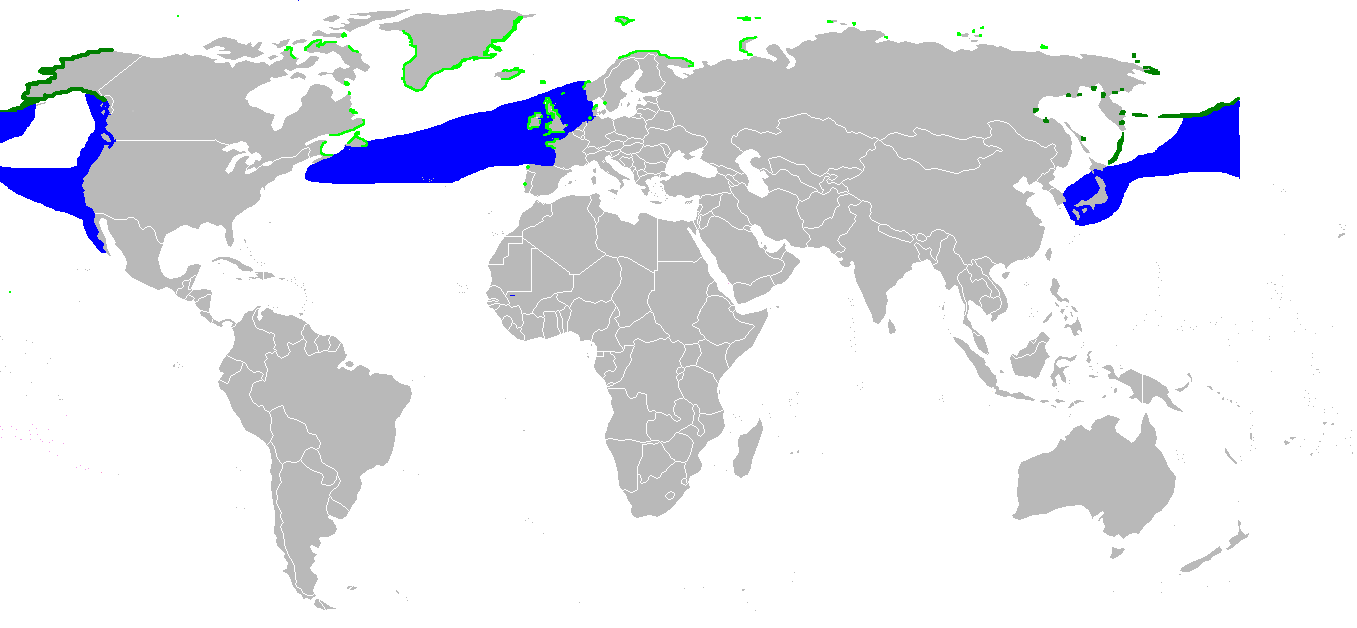
Verbreitung der Dreizehenmöwe. (hellgrün = Brutgebiet von R. t. tridactyla, dunkelgrün = Brutgebiet der pollicaris-Population, blau = Hauptüberwinterungsgebiete)

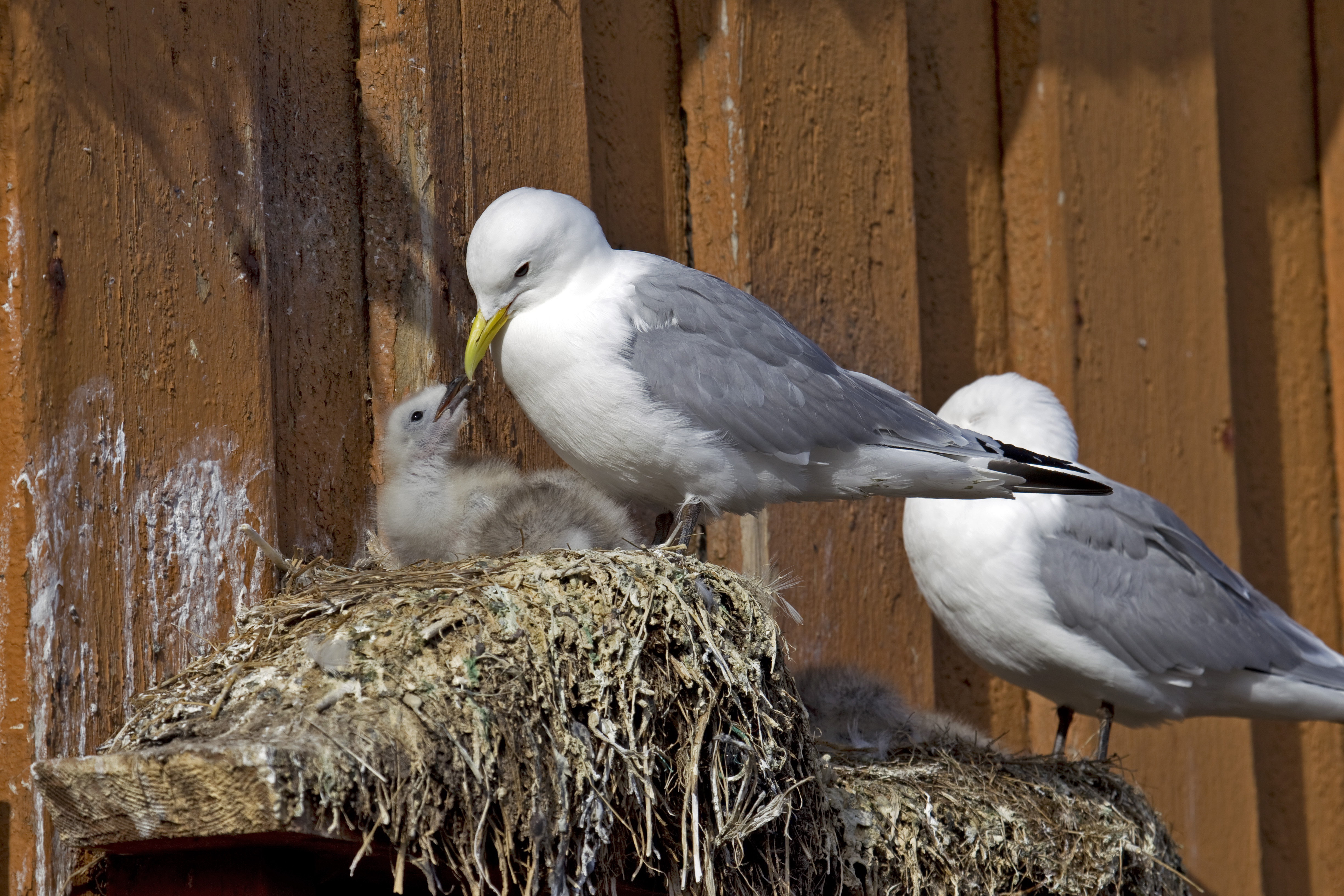
Gebäudebrut in Vardø, Norwegen

Das Verbreitungsgebiet der Dreizehenmöwe umfasst zur Brutzeit die steilen Felsküsten der Holarktis von der Hocharktis bis in die gemäßigte Zone. Besiedelt werden nur Küstenbereiche, die geeignete Brutmöglichkeiten und ein attraktives Nahrungsangebot in den angrenzenden Meeresbereichen bieten, die Besiedlung der Küsten ist daher sehr lückenhaft.
Den größten europäischen Bestand beherbergen die Britischen Inseln deren Küsten relativ dicht besiedelt sind, auch an den Küsten der Färöer und von Island ist die Art weit verbreitet. Im westlichen Kontinentaleuropa kommt die Art an wenigen Stellen an den Küsten Galiciens (Spanien) und Portugals sowie an der nordwestlichen Küste Frankreichs vor. In Mitteleuropa brütet die Dreizehenmöwe nur auf Helgoland und am Bulbjerg an der Nordspitze Dänemarks. In Nord- und Nordosteuropa kommt die Art an einer Stelle an der Westküste Schwedens und ab dem mittleren Norwegen entlang der gesamten Küste nach Norden und Osten bis zur Ostspitze der Kola-Halbinsel vor. Östlich davon schließen sich noch im europäischen Russland Vorkommen auf der Insel Waigatsch, auf Nowaja Semlja und Franz-Joseph-Land an. Weiter östlich kommt die Art an den Küsten des westlichen und mittleren Sibiriens nur sporadisch vor; dichter sind dann wieder die Küsten von Ostsibirien ab der Wrangelinsel und der Mündung der Kolyma nach Osten und Süden bis zur Südspitze Kamtschatkas und Sachalins besiedelt.
Im Westen Nordamerikas ist das Vorkommen auf die Küsten Alaskas und der Aleuten beschränkt, im Osten des Kontinents ist die Art lückenhaft im äußersten Norden und Osten von Kanada verbreitet. Die Küsten Grönlands sind relativ dicht besiedelt.
Die Dreizehenmöwen brüten an Gebäudefassaden, Brücken und anderen Gebäude u. a. in Newcastle upon Tyne, Hirtshals und Hanstholm. In Küstengewässern von den Niederlanden und in Norwegen wurden Bohrinseln besiedelt. Der Bruterfolg auf Bohrinseln ist besser als an Gebäuden und erheblich besser als an Felsen, da an Bohrinseln die meisten Prädatoren fehlen. Nur die Silbermöwe und die Mantelmöwe können an Bohrinseln Eier und Küken aus den Nestern holen, zudem liegen die Bohrinseln direkt in den fischreichen Nahrungsgründen.
Außerhalb der Brutzeit lebt die Dreizehenmöwe pelagisch auf dem offenen Meer.

## Wanderungen
Brutvögel verlassen die Brutplätze nach dem Flüggewerden der Jungvögel etwa Ende Juli bis Mitte August, die Jungvögel folgen etwa einen Monat später. Zugbewegungen finden bei den nördlichsten Populationen in Nord-Süd-Richtung, ansonsten aber eher ungerichtet in Abhängigkeit von Nahrungsangebot und Wetter statt. Das regelmäßige Überwinterungsgebiet umfasst die Meere der Nordhalbkugel, wobei Vögel aus nördlichen Brutkolonien im Mittel auch weiter nördlich zu überwintern scheinen als Vögel aus südlicher gelegenen Kolonien.

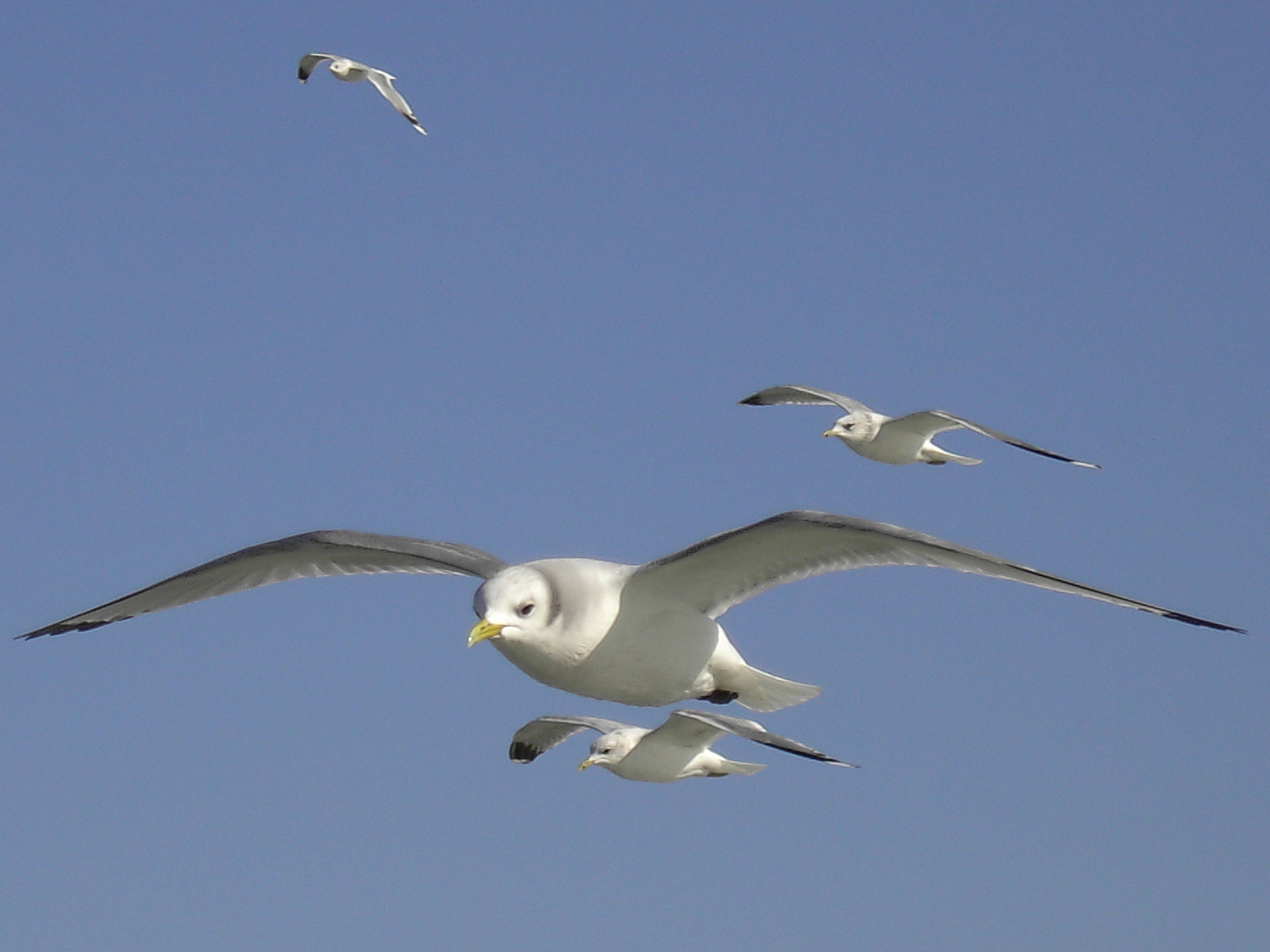
Dreizehenmöwe im Schlichtkleid auf dem offenen Meer (vorn, im Hintergrund Sturmmöwen)

Im Pazifik reicht das Hauptüberwinterungsareal bis etwa 30° bis 40° N; im Atlantik überwintert der Großteil der Vögel von der Packeiszone bis in die Sargassosee, zu den Azoren und weiter östlich bis etwa 40° N. Südlich dieser Linie sowie im westlichen Mittelmeer überwintern nur wenige Dreizehenmöwen, bei denen es sich überwiegend um Jungvögel handelt. Die größten Konzentrationen von Überwinterern im Atlantik finden sich an der Ostküste Nordamerikas im Südwesten des Labradorbeckens sowie in der Schelfzone vor Neufundland und Nova Scotia.
Durch Wiederfunde beringter Vögel konnte nachgewiesen werden, dass europäische Vögel regelmäßig den Atlantik überqueren, umgekehrt wurden auch mehrfach im Westen Grönlands beringte Dreizehenmöwen in Europa wiedergefunden, bzw. in einem Einzelfall eine in Deutschland beringte Möwe im Westen Grönlands. Dreizehenmöwen halten sich bevorzugt in Bereichen mit mäßigem und konstantem Wind oder mit zunehmender Windstärke auf, weichen aber Tiefdruckgebieten und Wetterfronten aus. Die Zahl der Vögel in einem Gebiet kann daher innerhalb weniger Tage von unter 100 auf mehrere 1000 Individuen ansteigen und umgekehrt.
Die Brutkolonien werden in der gemäßigten Zone zum Teil bereits im Januar wieder aufgesucht, weiter nördlich ab März und April.

## Auftreten in Mitteleuropa
Dreizehenmöwen sind in der Nordsee ganzjährig als Brutvögel (s. o.) anzutreffen, zudem finden sich dort Übersommerer und zahlreiche Wintergäste. Beispielsweise übersommern im niederländischen Teil der Nordsee 15.000–45.000 Individuen, im Herbst (Oktober und November) sind bis zu 150.000 Individuen anwesend und der Winterbestand liegt zwischen 100.000 und 150.000 Individuen. An den Küsten der Niederlande wird sie bei normalen Wetterbedingungen nur in kleiner Zahl beobachtet, vor allem bei Herbststürmen können an der Küste jedoch an einzelnen Tagen über 5000 und maximal bis zu 10.000 ziehende Individuen beobachtet werden.

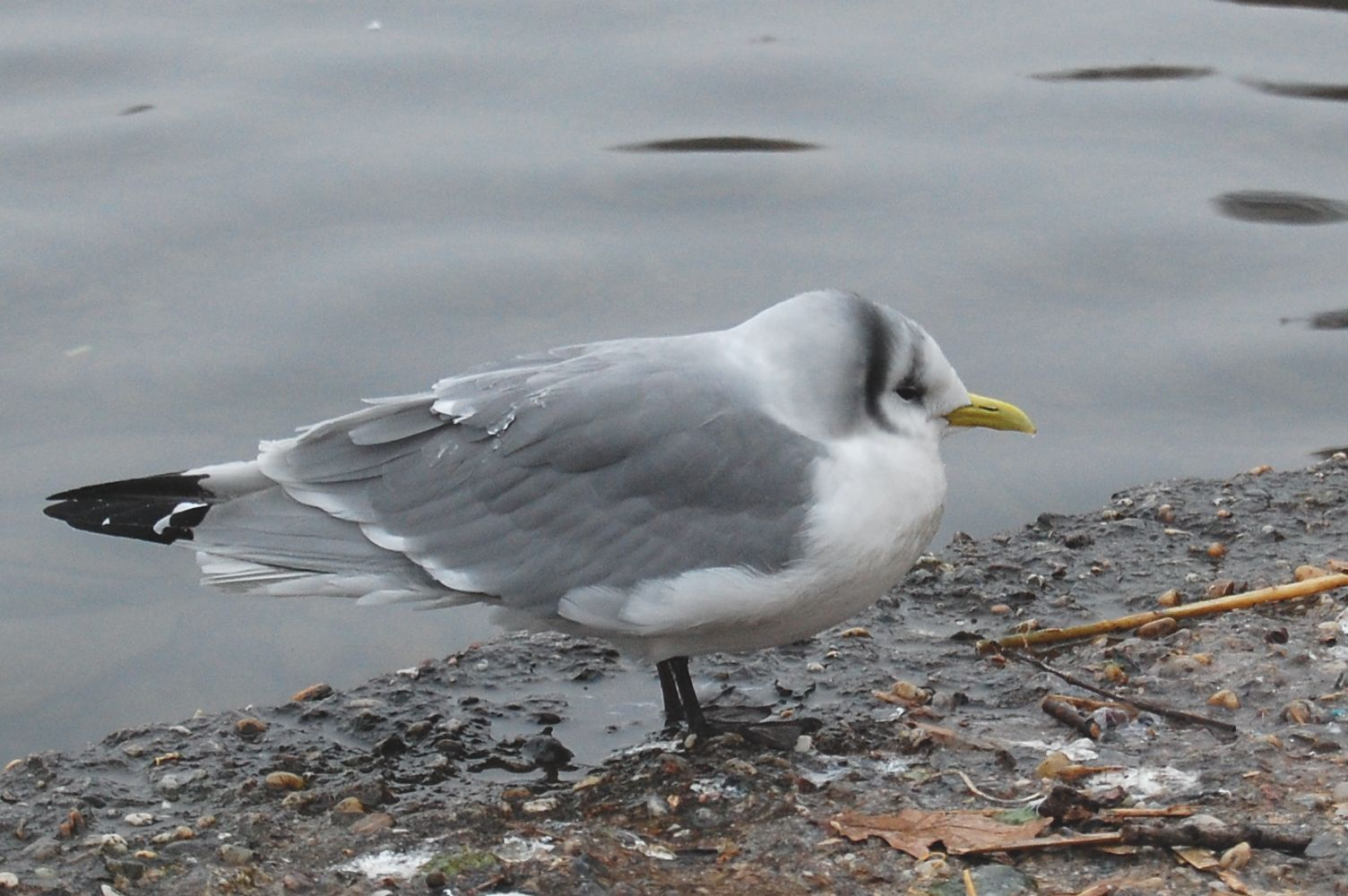
Dreizehenmöwe im Schlichtkleid im Dezember 2007 an einer Seepromenade in Berlin. Diese weit ins Binnenland verflogenen Tiere sind häufig stark geschwächt oder werden bereits tot gefunden.

In der Ostsee und im mitteleuropäischen Binnenland werden sowohl Jung- als auch Altvögel selten, aber meist alljährlich und in allen Monaten beobachtet. Dabei handelt es offenbar um ziehende oder ungerichtet vom Geburtsort abgewanderte Jungvögel sowie im Falle der adulten Vögel wohl vor allem um umherstreifende Nichtbrüter. Größere Zahlen werden meist nur nach Stürmen aus westlichen Richtungen dorthin verfrachtet, vor allem im Januar und Februar. Viele dieser Vögel werden dann stark geschwächt oder tot gefunden. Die Nachweise im Binnenland erfolgen fast ausnahmslos an größeren Gewässern.
An der Ostseeküste von Mecklenburg-Vorpommern werden jährlich meist bis zu 10 Individuen beobachtet, ganz überwiegend westlich von Rügen. Von 1954 bis 1984 wurden an der Küste ohne Berücksichtigung des Einflugjahres 1983 200 Individuen nachgewiesen, weitere 22 im Binnenland. Neben schwächeren sturmbedingten Einflügen 1962 und 1977 kam es infolge eines Orkans am 18./19. Januar 1983 zum bis dahin stärksten Einflug von mindestens 710 Individuen, davon 173 im Binnenland. Dabei entfielen 327 Nachweise, also rund 43 %, auf Totfunde.
In Brandenburg und Berlin ist die Art ebenso wie im Binnenland Mecklenburg-Vorpommerns seltener, aber fast alljährlicher Gast. Von 1959 bis 1977 wurden hier insgesamt 58 Individuen und von 1978 bis 1998 68 Individuen beobachtet, also etwa 3 Individuen pro Jahr. Nachweise liegen aus allen Monaten vor, das Auftreten zeigt hier jedoch zwei deutliche Gipfel im Januar/Februar sowie von August bis November. Auch hier waren die Auswirkungen des Januarorkans von 1983 noch deutlich spürbar, in dessen Folge wurden hier 17 Individuen beobachtet.
In der noch küstenferneren Schweiz konzentrieren sich die Nachweise auf den Zeitraum September bis Mai, zwischen 1950 und 1996 wurden hier 317 Individuen festgestellt. Stärkere Einflüge fanden hier 1955, 1957, ebenfalls 1983 sowie 1993 statt.

## Ernährung

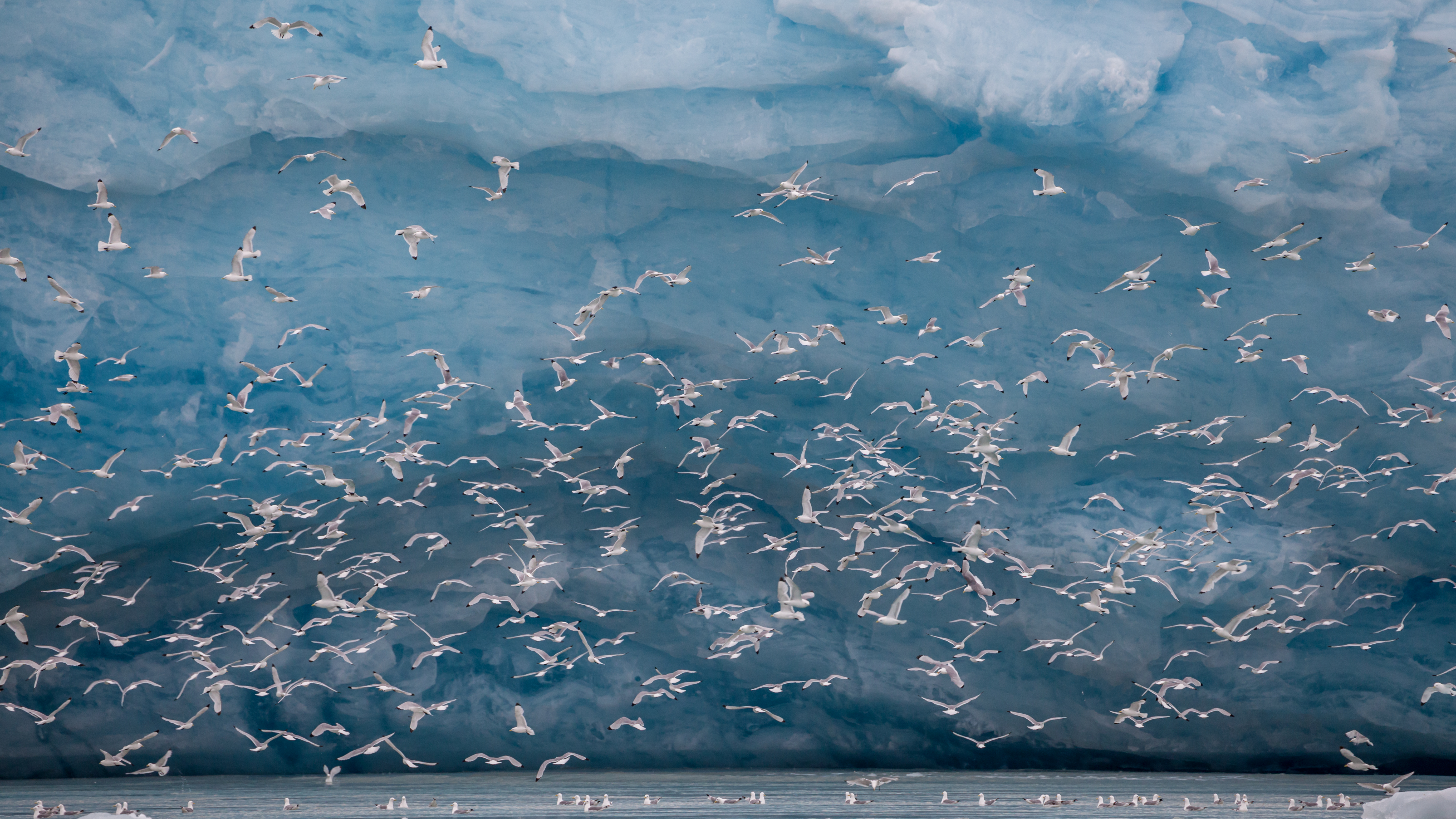
Dreizehenmöwen bei der Fischjagd vor dem Monacogletscher, Spitzbergen

Die Dreizehenmöwe ernährt sich in erster Linie von kleinen Meeresfischen, planktonischen Weichtieren und Krustentieren. In sehr geringem Umfang werden daneben auch Insekten, Vielborster und Stachelhäuter genutzt. Häufigste Jagdmethode ist das Stoßtauchen aus einem 10 bis 25 m hohen Suchflug heraus, dabei taucht die Möwe maximal 0,5–1,0 m ein; gelegentlich tauchen Dreizehenmöwen auch direkt beim Schwimmen. Daneben werden Beutetiere während des Überfliegens mit dem Schnabel von der Wasseroberfläche gefangen oder beim kurzen Landen auf der Wasseroberfläche. Weiterhin fliegen Dreizehenmöwen häufig hinter Fischkuttern und nutzen den über Bord geworfenen Beifang, aber auch Küchenabfälle oder Brot. Insbesondere bei Nahrungsmangel parasitieren Dreizehenmöwen bei anderen Seevögeln, dabei werden neben Artgenossen vor allem Alken, aber auch Raubmöwen attackiert.

## Fortpflanzung

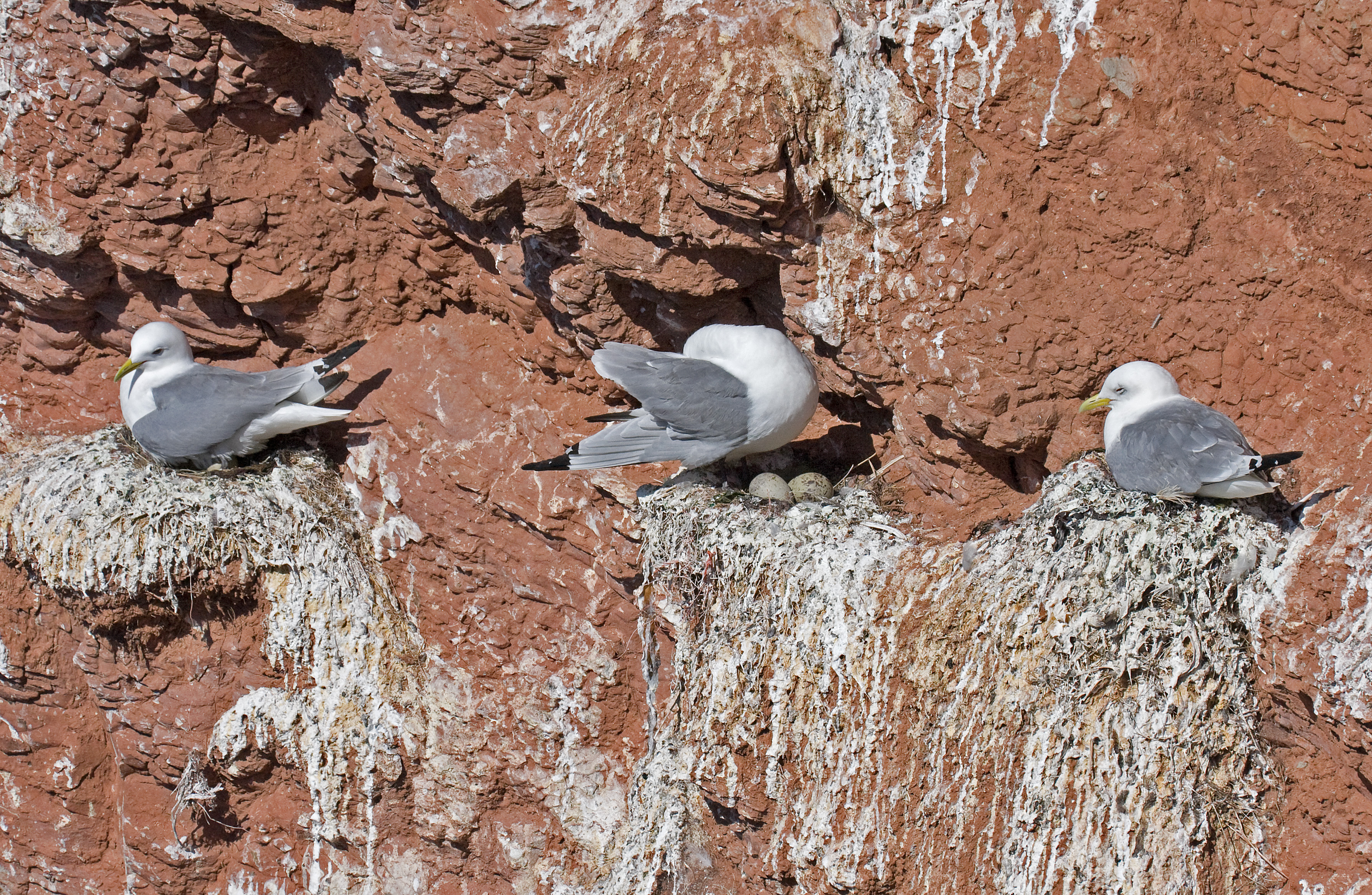
Nester und Brutpaare an der Helgoländer Klippe

### Balz und Nestbau
Die Dreizehenmöwe brütet in Kolonien an Klippen und Felswänden, gelegentlich aber auch an küstennahen Gebäuden. Die Kolonien können wenige, aber auch 30.000–40.000 Brutpaare umfassen, maximal bis zu 100.000 Brutpaare. Der Eintritt der Geschlechtsreife ist unbekannt. Vögel, die eine britische Kolonie erstmals aufsuchten, waren 2 bis 7 Jahre alt; erste Bruten erfolgten im Alter von 3 bis 8 Jahren, meist mit 4 bis 5 Jahren. Die Dreizehenmöwe führt eine monogame Saisonehe, wobei häufig erneut mit dem vorjährigen Partner gebrütet wird; bis zu 11-jährige Partnertreue ist nachgewiesen.
Das Nest befindet sich meist auf schmalen Simsen, Bändern, Felsrissen und ähnlichen Strukturen, an Gebäuden auch auf Vorsprüngen, Fensterbänken oder auf Dächern. Als „Revier“ wird nur der Neststandort verteidigt, minimal eine Fläche von etwa 0,8 m², sodass die maximale Nestdichte etwa 12 Nester pro 10 m² beträgt.

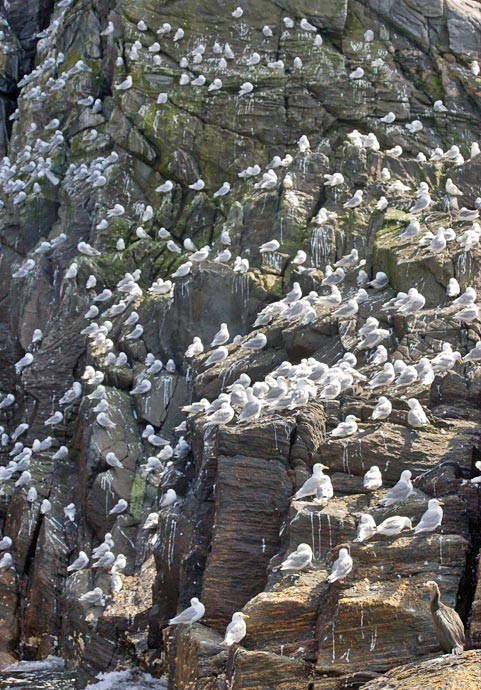
Dreizehenmöwenkolonie auf der norwegischen Vogelinsel Runde

Auseinandersetzungen mit Artgenossen beschränken sich meist auf ein Zuwenden des Kopfes mit leicht geöffnetem Schnabel, bei gesteigerter Aggression werden der Schnabel weiter aufgerissen und der rote Rachen demonstriert sowie die Flügel abgespreizt. Auseinandersetzungen mit Körperkontakt sind selten, dabei versuchen sich die Kontrahenten gegenseitig am Schnabel zu packen und dann den Kopf des Gegners hin und her zu drehen, bis dieser den Sims verlassen muss.
Unverpaarte Männchen werben auf dem Nest durch Nestlocken. Dabei wird der Hals s-förmig gekrümmt und der Schnabel nach unten gehalten. Das Männchen ruft dann „ae, ae, ae“ und öffnet dabei immer mehr den Schnabel. Auf dem Nest landende Weibchen werden mit Balzrufen begrüßt und oft mit nochmaligem Nestlocken. Die Weibchen sind am Anfang sehr ängstlich und die Männchen picken auch häufig nach ihnen, mit zunehmender Einstimmung lässt dieses aggressive Verhalten jedoch immer mehr nach. Paarungswillige Weibchen setzen sich auf das Nest, ziehen den Kopf zurück und machen nickende Bewegungen. Sie schmiegen sich dann häufig an das Männchen und betteln durch Schnabelpicken um Futter, worauf das Männchen mit Kopfnicken reagiert und Nahrung hochwürgt, die das Weibchen dann aus dem Schlund holt. Danach erfolgt meist die Kopulation. Bei eingespielten Paaren erfolgen Begattungen auch ohne vorherige Balz.
Der Nestbau beginnt oft schon Ende Februar. Das Nest wird aus Erde, Schlamm und Pflanzenteilen gebaut. Das Nestmaterial wird über die Schulter auf das Nest geschleudert und dann mit den Füßen festgetreten und durch Schieben mit der Brust zu einem Randwall geformt. Die Nester werden häufig mehrfach benutzt, die Höhe dieser Nester kann daher 15 bis 80 cm betragen und der Durchmesser liegt bei mindestens 20–25 cm.

### Gelege und Aufzucht der Jungvögel

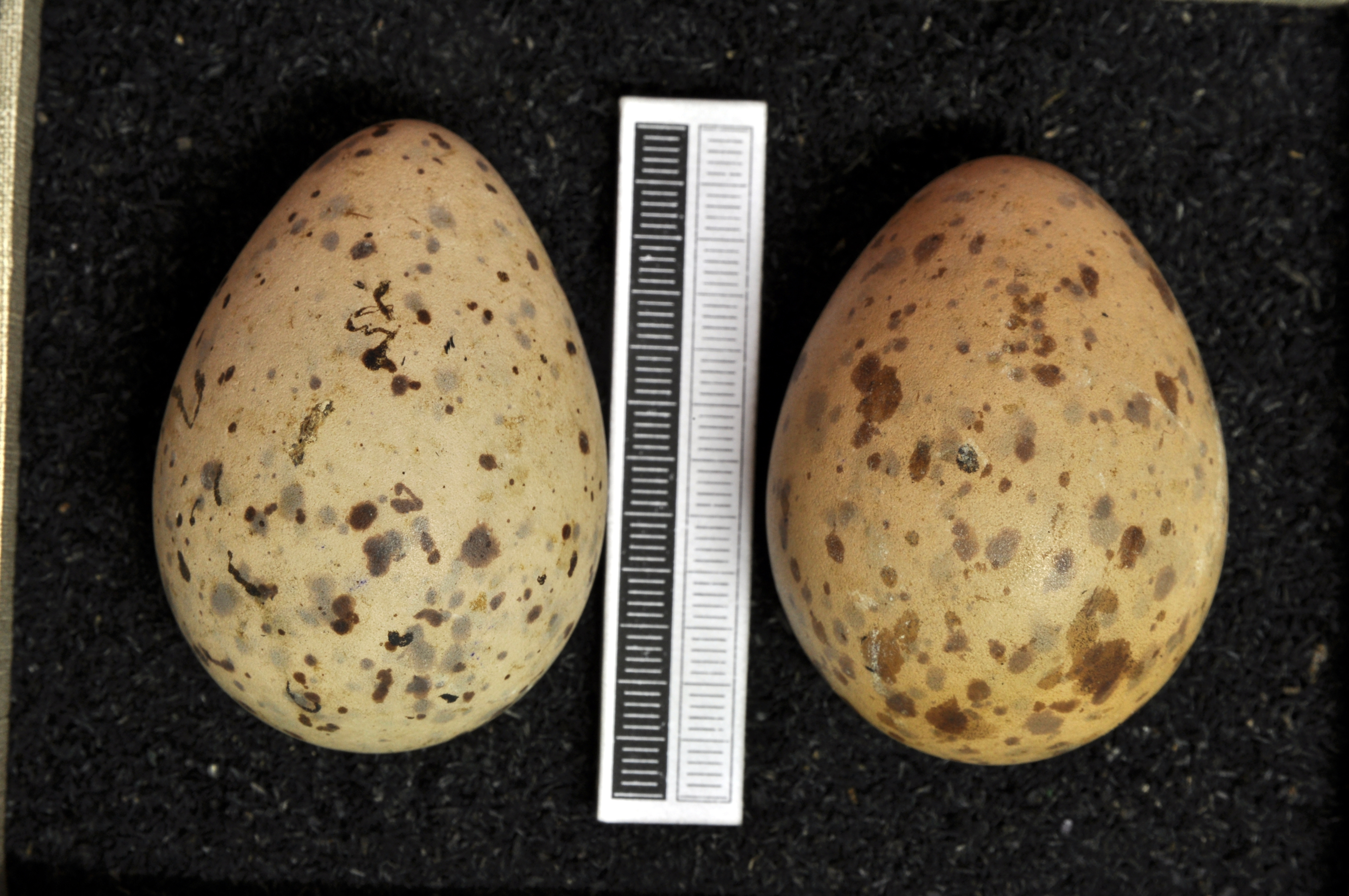
Gelege, Sammlung Museum Wiesbaden

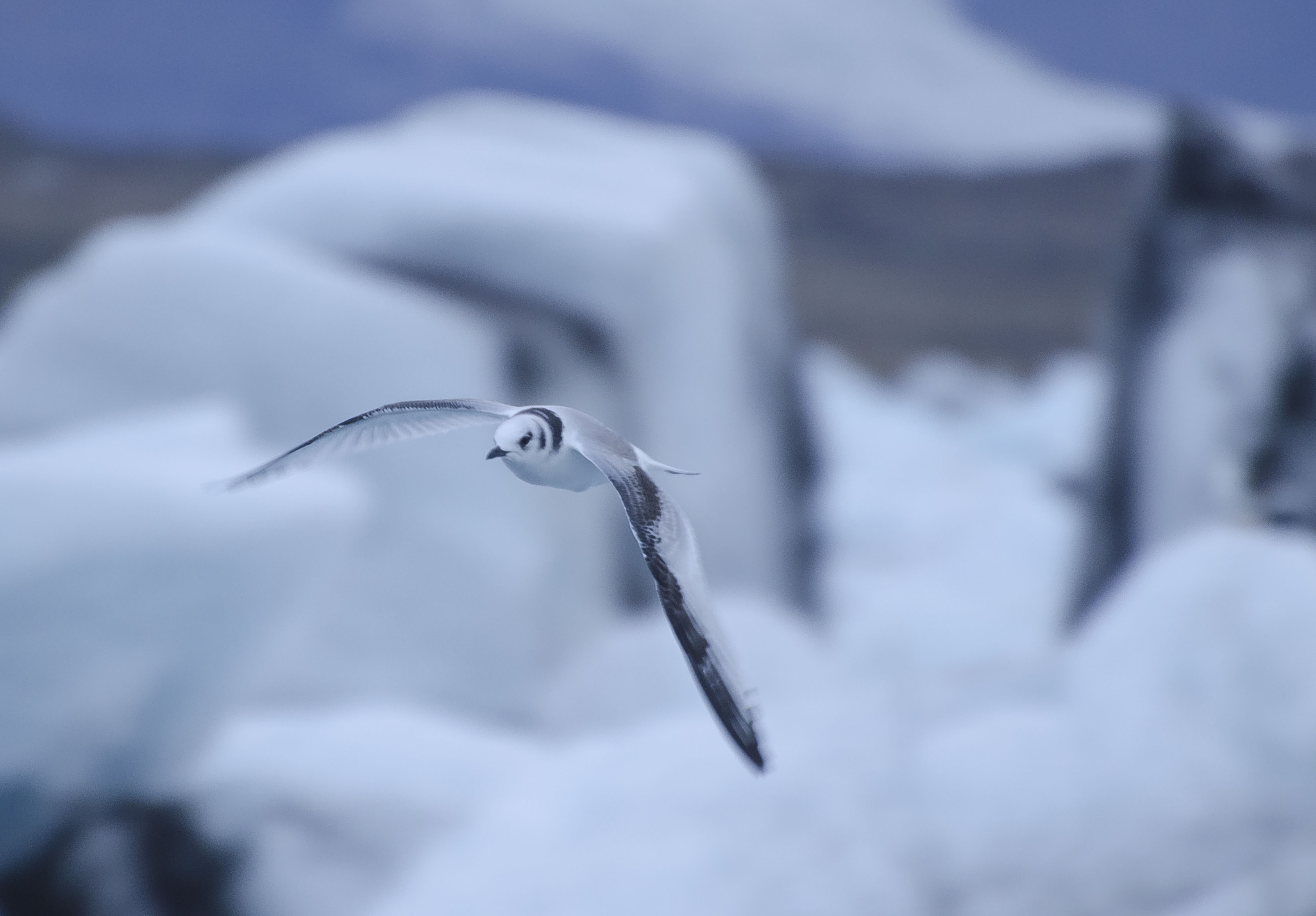
Jugendkleid (Island)

Die Eiablage erfolgt je nach Verbreitungsgebiet frühestens Anfang Mai und spätestens Mitte Juni; die Hauptlegezeit schwankt entsprechend zwischen Mitte Mai bis Mitte Juni und Ende Juni. Die Gelege bestehen aus ein bis drei, meist zwei Eiern, das Legeintervall beträgt etwa 2,7 Tage. Die auf einer Seite relativ stark zugespitzten Eier messen im Mittel etwa 56 × 40 mm und wiegen im Mittel etwa 52 g. Sie sind auf hellgrauem bis hellbraunem Grund dunkel gefleckt. Beide Partner brüten, sie lösen sich zwei- bis dreimal am Tag ab. Die Brutzeit betrug in einer Kolonie in Großbritannien 25 bis 32 Tage, im Mittel dauerte sie 27,3 Tage.

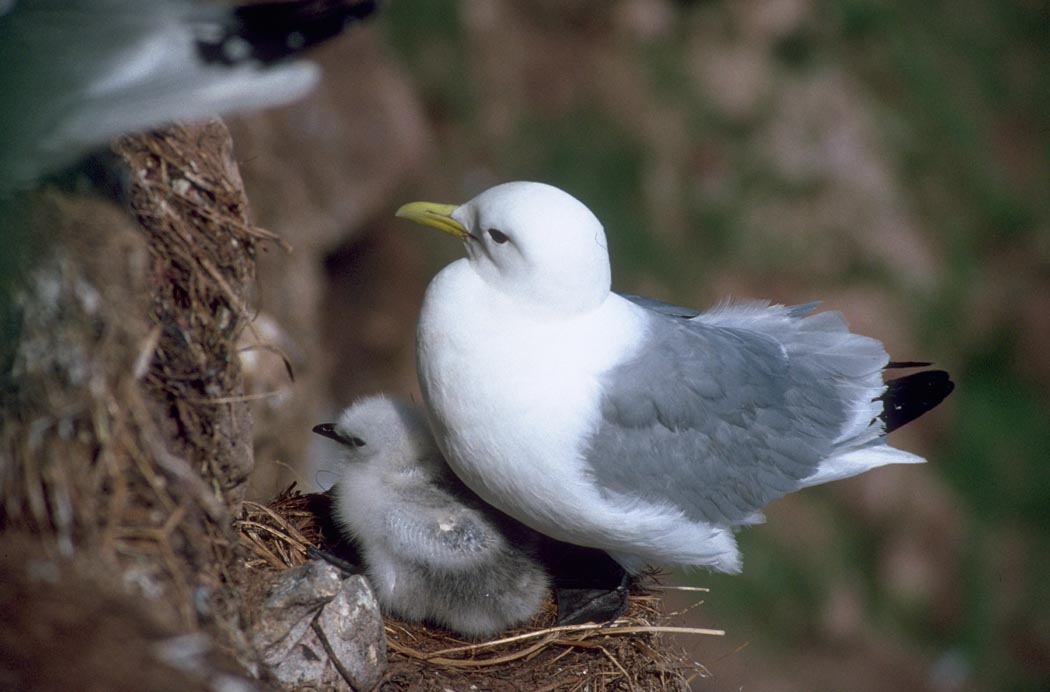
Altvogel und Küken auf dem Nest. Der Altvogel steht ständig am äußeren Nestrand, um einen Absturz des Kükens zu verhindern und um ihm Schatten zu spenden.

Küken und Altvögel zeigen zahlreiche Anpassungen an die besonderen Gefahren der Brutplätze. Die Küken sind im Gegensatz zu den Küken der Möwengattung Larus ausgesprochene Nesthocker, sie stehen frühestens im Alter von 10 Tagen und auch danach nur sehr selten lange und laufen nie. Ebenfalls im Unterschied zu Larus-Küken haben die Küken der Dreizehenmöwe auch keine Tarnfärbung. Sie sind weißgrau, der vordere Rücken, die Halsseiten und die Flanken sind oft leicht gelblich.
Sobald die Küken geschlüpft sind, steht immer ein Altvogel an der äußeren Nestkante mit dem Bauch zur Wand hin, um den Küken Schatten zu spenden und deren Absturz zu verhindern. Die Jungvögel werden mit einem im Kropf befindlichen Nahrungsbrei gefüttert, den sie direkt aus dem Schlund der Eltern holen. Die Küken beginnen bereits ab dem dritten Tag, mit den Flügeln zu schlagen, tun dies aber immer mit dem Kopf zur Wand und heben dabei niemals vom Nest ab. Der flügelschlagende Jungvogel stellt außerdem offenbar durch einen Ruf sicher, dass die anderen Jungvögel während dessen ruhig im Nest liegen.
Nach 25–34 Tagen fällt die Anwesenheit der Altvögel auf etwa 30 % des Tages ab und klingt dann bis zum Flüggewerden der Jungvögel ganz aus. Die Altvögel halten sich nun in Nestnähe auf und verteidigen ihre Jungen bei Bedrohung. Nach 34 bis 36 Tagen können die Jungvögel im Notfall bereits fliegen, im Normalfall fliegen sie jedoch erst nach 42 bis 43 Tagen aus. Die Jungvögel werden auch nach dem Ausfliegen noch auf dem Nest gefüttert.
In einer britischen Brutkolonie schwankte der mittlere individuelle Bruterfolg erheblich. Erstbrüter hatten im Mittel 1,07 Jungvögel/Jahr, die maximale Jungenzahl hatten erfahrene, gattentreue und im Dichtezentrum der Kolonie brütende Vögel mit 1,62 Jungen/Jahr. Durchschnittlich wurden dort aus 100 abgelegten Eiern 56 Junge flügge. Der Bruterfolg hängt auch von der Größe der Kolonie ab, er ist in kleinen Kolonien viel geringer als in Kolonien mit mehr als 200 Brutpaaren. Die Kolonien sind im Normalfall für Bodenprädatoren unzugänglich und werden auch von Greifvögeln nur ausnahmsweise besucht, vor allem kleine Kolonien können jedoch erhebliche Verluste durch große Möwen der Gattung Larus und durch Raubmöwen erfahren.

## Sterblichkeit und Lebenserwartung
Die Sterblichkeit der Jungvögel einer britischen Kolonie lag im ersten Lebensjahr bei 21 % und in den folgenden Jahren bei 14 %. Die Sterblichkeit der Brutvögel war geschlechtsspezifisch unterschiedlich. Erstmals in der Kolonie brütende Weibchen hatten eine jährliche Überlebensrate von 86 %, die Männchen eine von 81 %; nach der ersten Brut betrug die Lebenserwartung der Weibchen demnach 7,1 Jahre, die der Männchen 5,4 Jahre. Jagd spielt in den letzten Jahrzehnten als Todesursache nur noch regional eine Rolle, vor allem auf Neufundland und in Grönland. Die größte Verlustursache sind Stürme. Dreizehenmöwen schlafen fast ganzjährig auf dem Meer und sind daher außerdem besonders durch Ölverschmutzungen gefährdet.
Eine in Großbritannien beringte, tot aufgefundene Dreizehenmöwe war 28 Jahre und 6 Monate alt.
Wiederfunde 17 und 18 Jahre alter Vögel belegen, dass das potenziell erreichbare Lebensalter der Dreizehenmöwe, wie das anderer Möwenarten auch, sehr hoch sein kann.

## Systematik
Die Gattung Rissa enthält außer der Dreizehenmöwe nur noch eine weitere Art, die Klippenmöwe (Rissa brevirostris). Die pazifische Population der Dreizehenmöwe wird häufig als eigene Unterart R. t. pollicaris beschrieben, Glutz von Blotzheim und Bauer erkennen die Unterart jedoch nicht an. Eine molekulargenetische Untersuchung der Unterartfrage liegt bisher nicht vor.

## Bestandsentwicklung

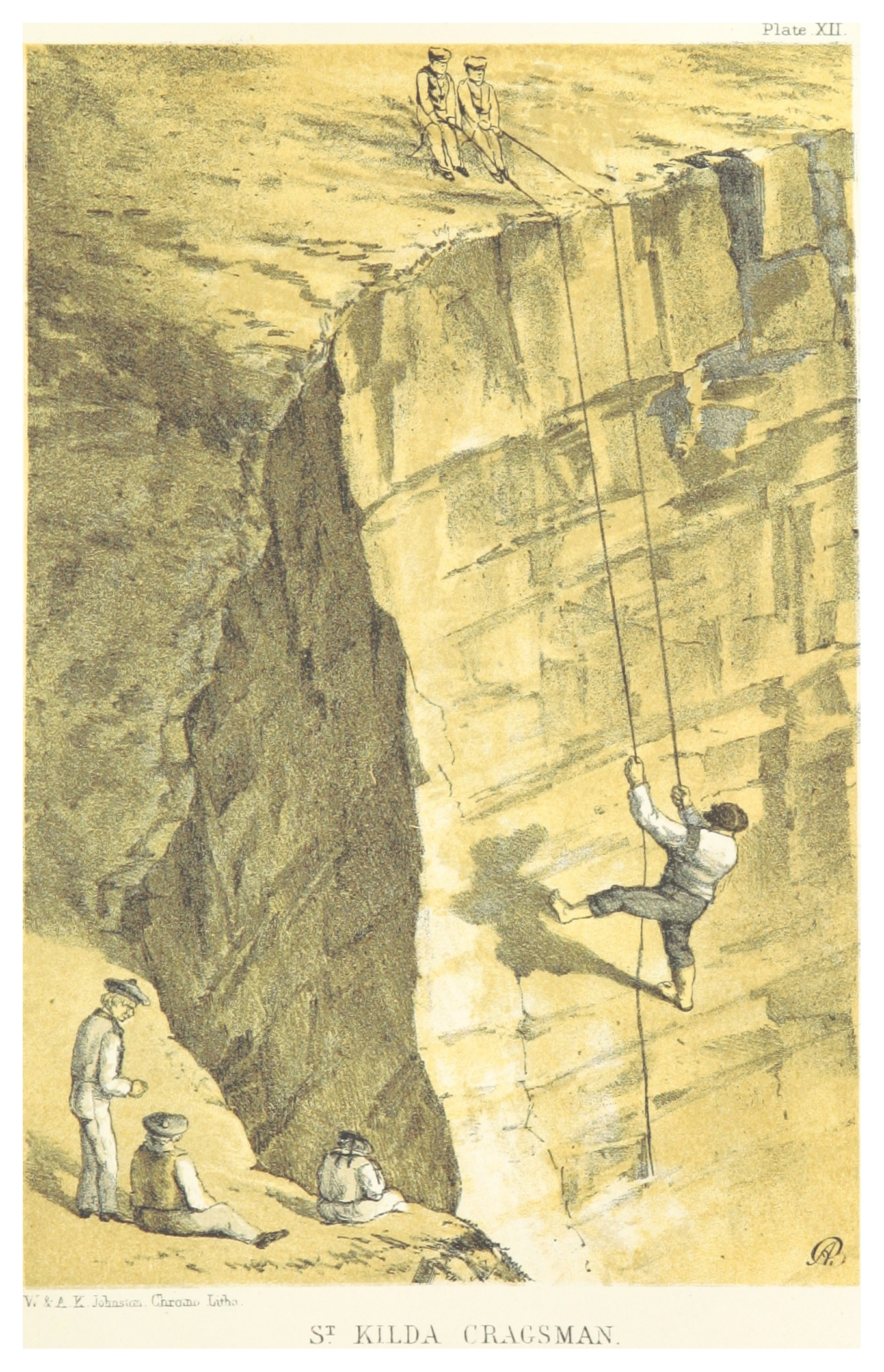
Abseilen eines Eiersammlers an einer Felswand auf der schottischen Insel St. Kilda (Carlyle Bell, 1878)

Im 19. Jahrhundert wurde die Dreizehenmöwe so stark verfolgt, dass viele Brutkolonien verlassen und in den bestehenden ein starker Rückgang verzeichnet wurde. Die Vögel wurden zum Vergnügen geschossen, die Eier und die Jungvögel wurden gegessen. Mit dem Einsetzen erster Schutzmaßnahmen um 1900 nahm die Art in Großbritannien wieder zu. Eine allgemeine Zunahme der Bestände war zumindest in West- und Nordeuropa spätestens ab Mitte der 1930er Jahre festzustellen, diese Zunahme hielt mindestens bis Ende der 1980er Jahre an. Im Zuge dieser Bestandszunahme wurde Helgoland, wo die Art bis Anfang des 19. Jahrhunderts gebrütet hatte, 1938 wieder besiedelt, Dänemark 1941 und Schweden 1967. Wesentliche Ursache dieser Bestandszunahme war neben dem weitgehenden Wegfall direkter Verfolgung die ab Mitte der 1950er Jahre immer größere werdende Menge an über Bord geworfenem Beifang aus der Fischerei, der von Dreizehenmöwen intensiv genutzt wird. Dieser war zum Beispiel in den 1990er Jahren Hauptnahrung der Kolonie auf Helgoland.
Auf den Britischen Inseln wurde erstmals 1959 eine einigermaßen vollständige Erfassung durchgeführt, der Bestand wurde in diesem Jahr auf 170.000 bis 180.000 Brutpaare geschätzt. 1969/70 wurden bereits 470.000 Paare gezählt, bis Ende der 1980er Jahre hatte sich der Bestand weiter auf 543.600 Paare vergrößert.
Auf den Färöern wurde der Bestand erstmals 1987 vollständig erfasst, gezählt wurden 230.000 Paare. Bei einer erneuten Zählung 1997 wurde ein starker Rückgang auf nur noch 160.000 Paare festgestellt, der im Wesentlichen auf Nahrungsmangel während der Brutzeit zurückgeführt wird.
Auf Helgoland verlief die Bestandsentwicklung in den ersten Jahrzehnten nach der Wiederbesiedlung 1938 sehr verhalten. Bis Ende der 60er Jahre wuchs der Bestand langsam auf etwa 200 Paare an, danach nahm die Anzahl der Brutpaare sehr stark zu und stabilisierte sich nach 1995 bei 7000–7500 Paaren.
Der Bestand Norwegens wurde Anfang der 1970er Jahre auf 510.000 Paare geschätzt. Seitdem ging der Bestand dramatisch zurück und gilt nun als stark gefährdet.
Ende der 1980er Jahre wurde der Weltbestand auf rund 6,8 Millionen Paare geschätzt, im Jahr 2002 wurden hierfür 17 bis 18 Millionen Individuen angegeben, davon etwa 900.000 an der Ostküste Nordamerikas. Die Population im Pazifik wurde 1994 mit 2,6 Mio. Individuen angegeben.

## Gefährdung
Der IUCN stuft die Dreizehenmöwe weltweit als gefährdet (vulnerable) ein, während die Art auf der Roten Liste der Brutvögel Deutschlands als „stark gefährdet“ (Stufe 2) geführt wird.
Nach Angaben des NABU, nimmt der Bestand an Dreizehenmöwen heute insbesondere durch Nahrungsknappheit und die Verschmutzung der Ozeane ab. Letzteres betrifft vor allem die Jungtiere, die von den Altvögeln in der Regel mit Sandaalen gefüttert werden, deren Bestand durch Überfischung und die steigenden Meerestemperaturen stark abgenommen hat.
In Norwegen nisten die Vögel zunehmend in Städten. Als eine der ersten Städte hat Tromsø nun reagiert und geeignete Nisthilfen aufgestellt.